# Foals
Foals es una banda originaria de Oxford, Inglaterra. La banda publica con Transgressive Records en Europa y Sub Pop en los EE. UU. Publicaron un álbum completo—titulado Antidotes—el 24 de marzo de 2008 en el Reino Unido, y el 8 de abril en EE. UU. Iba a ser producido originalmente por Dave Sitek de TV on the Radio pero la banda rechazó la mezcla final de Sitek y remezclaron el disco entero ellos mismos debido al excesivo uso del efecto reverb que le daba un sonido espacial.
El guitarrista y vocalista Yannis Philippakis fue valorado recientemente en el puesto 45 de la lista de los mejores del 2007 de la revista musical NME.[cita requerida]

## Historia
Jack Bevan y Yannis Philippakis, amigos desde la infancia, formaban originariamente parte de una banda de math rock llamada The Edmund Fitzgerald que se disolvió después de afirmar que las cosas habían llegado a ser «demasiado serias» y querían tener «mayor diversión realizando su música». Try Harder Records (Youthmovie Soundtrack Strategies, Blood Red Shoes, Jonquil, Tired Irie) en un principio lanzaría un doble CD retrospectivo de todo el material publicado y sin publicar de The Edmund Fitzgerald en septiembre de 2008, pero dicho material nunca fue editado y la idea fue descartada.
Jimmy Smith estudiaba en la Universidad de Hull y se graduó en Geografía. Él y Walter Gervers, amigos desde que estaban en el Abingdon School, tocaban en una pequeña banda de Oxford llamada Face Meets Grill que se separó poco antes de la formación de Foals. Jimmy es el único miembro de la banda que ha completado su grado universitario -los otros cuatro integrantes abandonaron la universidad (incluyendo a Yannis y Edwin dejando sus cursos de Lengua Inglesa y Literatura en la Universidad de Oxford) cuando la banda firmó con Transgressive.
El cantante de Youthmovie Soundtrack Strategies (ahora Youthmovies), Andrew Mears, formó parte de la banda en sus principios, como voz principal y guitarrista. Estaba presente en la primera publicación del sencillo Try Harder Records, "Try This on Your Piano / Look at My Furrows of Worry", pero abandonó después de varios meses para concentrarse en el álbum Good Nature que iban a publicar los Youthmovies. Con la incorporación de Edwin a los teclados (lo conoció Yannis cuando trabajaba en un bar de Oxford) se completó la actual formación.
Las influencias de la banda son variadas: citan trabajos techno como "Plumbicon" de Monolake, y pop comercial como Nelly Furtado y Gwen Stefani como principales fuentes de inspiración. Además, algunos miembros de Foals creen que el influyente compositor minimalista Steve Reich es «el mejor músico de todos los tiempos».[cita requerida]  Yannis ha mostrado afinidad y cercanía a grandes como Radiohead. Su grupo favorito es la banda de math rock Sweep the Leg Johnny.
La banda publicó su tercer sencillo del álbum Antidotes, "Red Socks Pugie" el 21 de abril de 2008 a través de Transgressive Records.
En 2010 el grupo lanzó su disco de estudio, titulado Total Life Forever, cuyo primer sencillo sería This Orient que sería seguido de una de las canciones bandera del grupo británico Spanish Sahara, que fue utilizada en el tráiler de la famosa serie Entourage, apareció en la serie Skins y fue incluida en la banda sonora de la segunda temporada de Misfits. Finalmente lanzaron otro sencillo extraído del LP de Total Life Forever llamado Miami.
Total Life Forever fue nominado en categoría de mejor disco en los prestigiosos Mercury Prizes.
En septiembre de 2011, acompañaron como banda telonera a Red Hot Chili Peppers, en la gira sudamericana por el disco I'm With You.
El 2 de julio de 2012, la banda lanzó un álbum de remixes escogidos por cada miembro del grupo, de nombre Foals Tapes con la ayuda de!K7. Adjuntando a este disco las máximas influencias de la banda.
En una entrevista dada a NME, el grupo anunció el lanzamiento de su tercer disco de estudio. El vocalista, Yannis Philippakis, reconoció que su nuevo disco era mucho más "sucio" y descaradamente funk. También declaró que el indie/disco estaba completamente muerto y con "un collar de ajos atado al cuello". Finalmente el lanzamiento de este su tercer material en estudio, Holy Fire, fue el 11 de febrero de 2013.
El 28 de agosto de 2015, se lanzó el cuarto álbum de estudio llamado What Went Down bajo la producción de James Ford.
El 5 de enero de 2018 el bajista Walter Gervers anunció en un comunicado que dejaría la banda por motivos personales.
En 2019 se anuncia el soundtrack del videojuego FIFA 20 donde Foals hace su aparición con The Runner, canción que es parte del hasta ese momento último álbum de la banda, Everything not saved will be lost part II

 El 22 de septiembre de 2021 la banda anunciaba mediante un comunicado en Twitter que Edwin Congreave dejaría la agrupación para centrarse en asuntos personales.

 El 2 de mayo de 2023, a través de una publicación en el instagram de la banda, se anuncia el regreso del bajista Walter Gervers después de seis años fuera de la agrupación por motivos personales.

## Apariciones en televisión
Foals ha aparecido en bastantes programas de televisión, incluyendo una aparición en el mini episodio de Skins en agosto de 2007, mostrado en exclusiva en MySpace. El episodio imitaba su tendencia a tocar en fiestas house. La banda también apareció en Later With Jools Holland, tocando las canciones "Balloons" y "Red Socks Pugie", en el anuncio de T-Mobile Transmission (Channel 4), The Album Chart Show (E4), y The Culture Show. Philippakis apareció en un episodio de Never Mind The Buzzcocks. También, su música ha aparecido en la serie británica Misfits

## Miembros
- Yannis Philippakis: guitarra, voz
- Jack Bevan: batería
- Jimmy Smith: guitarra, segunda voz

## Discografía

### Álbumes de estudio
| Título                                     | Detalles | Mejores posiciones en listas | Mejores posiciones en listas | Mejores posiciones en listas | Mejores posiciones en listas | Mejores posiciones en listas | Mejores posiciones en listas | Mejores posiciones en listas | Mejores posiciones en listas | Mejores posiciones en listas | Mejores posiciones en listas | Mejores posiciones en listas | Mejores posiciones en listas | Mejores posiciones en listas | Mejores posiciones en listas |  |
| Título                                     | Detalles | UK                           | ALE                          | AUS                          | AUT                          | BEL (Fla)                    | BEL (Val)                    | ESP                          | FRA                          | HOL                          | IRL                          | NZ                           | SUI                          | EUA                          | EUA Heat.                    |  |
| ------------------------------------------ | --- | ---------------------------- | ---------------------------- | ---------------------------- | ---------------------------- | ---------------------------- | ---------------------------- | ---------------------------- | ---------------------------- | ---------------------------- | ---------------------------- | ---------------------------- | ---------------------------- | ---------------------------- | ---------------------------- |  |
| Antidotes                                  | - Fecha de lanzamiento: 24 de marzo del 2008 - Sello discográfico: Transgressive Records, Sub Pop - Formatos: CD, descarga digital, 12" | 3                            | —                            | —                            | —                            | —                            | —                            | —                            | 84                           | 99                           | 20                           | —                            | —                            | —                            | 28                           |  |
| Total Life Forever                         | - Fecha de lanzamiento: 10 de mayo del 2010 - Sello discográfico: Transgressive, Sub Pop - Formatos: CD, descarga digital, 12"          | 8                            | 48                           | —                            | —                            | 83                           | 72                           | —                            | 38                           | —                            | 25                           | —                            | 62                           | —                            | 30                           |  |
| Holy Fire                                  | - Fecha de lanzamiento: 11 de febrero del 2013 - Sello discográfico: Transgressive, Warner Bros. - Formatos: CD, descarga digital, 12"  | 2                            | 31                           | 1                            | 39                           | 25                           | 38                           | 72                           | 22                           | 41                           | 7                            | 15                           | 15                           | 86                           | —                            |  |
| What Went Down                             | - Fecha de lanzamiento: 28 de agosto del 2015 - Sello discográfico: Transgressive, Warner Bros. - Formatos: CD, descarga digital, LP    | 3                            | 26                           | 3                            | —                            | 17                           | 14                           | —                            | —                            | 4                            | 5                            | 5                            | —                            | —                            | —                            |  |
| Everything Not Saved Will Be Lost - Part 1 | - Fecha de lanzamiento: 8 de marzo de 2019 - Sello discográfico: Transgressive, Warner Bros. - Formatos: CD, descarga digital, LP       | 2                            | 11                           | 17                           | 17                           | 15                           | 10                           | 22                           | 35                           | 15                           | 58                           |                              |                              |                              |                              |  |
| Everything Not Saved Will Be Lost - Part 2 | - Fecha de lanzamiento: 18 de septiembre de 2019 - Sello discográfico: Transgressive, Warner Bros. - Formatos: CD, descarga digital, LP | 1                            | 10                           | 56                           | 40                           | 23                           | 15                           | 40                           | 39                           | 21                           |                              |                              |                              |                              |                              |  |
| Life Is Yours                              | - Fecha de lanzamiento: 2022 - Sello discográfico: Transgressive, Warner Bros. - Formatos: CD, descarga digital, LP                     |                              |                              |                              |                              |                              |                              |                              |                              |                              |                              |                              |                              |                              |                              |  |

### EP
- Live at Liars Club (Transgressive Records, 19 de marzo de 2007)
- iTunes Live: London Festival '08 (Transgressive, Warner Bros., 11 de julio de 2008)
- Gold Gold Gold (Sub Pop Records, 9 de septiembre de 2008)
- iTunes Festival: London 2010 (Warner Bros. Records, 8 de julio de 2010)
- Metropolis Session (Transgressive, Warner Bros., 6 de diciembre de 2010)

### Sencillos
| 2006                                                       | «Try This on Your Piano/Look at My Furrows of Worry» | —   | —   | —  | —   | —  | —  | —  | Sencillo sin álbum |
| 2007                                                       | «Hummer»                                             | 167 | —   | —  | —   | —  | —  | —  | Sencillo sin álbum |
| 2007                                                       | «Mathletics»                                         | 109 | —   | —  | —   | —  | —  | —  | Sencillo sin álbum |
| 2007                                                       | «Balloons»                                           | 39  | —   | —  | —   | —  | —  | —  | Antidotes          |
| 2008                                                       | «Cassius»                                            | 26  | —   | —  | —   | —  | —  | —  | Antidotes          |
| 2008                                                       | «Red Socks Pugie»                                    | 89  | —   | —  | —   | —  | —  | —  | Antidotes          |
| 2008                                                       | «Olympic Airways»                                    | 160 | —   | —  | —   | —  | —  | —  | Antidotes          |
| 2010                                                       | «Spanish Sahara»                                     | 123 | —   | —  | —   | —  | —  | —  | Total Life Forever |
| 2010                                                       | «This Orient»                                        | 97  | —   | —  | —   | —  | —  | —  | Total Life Forever |
| 2010                                                       | «Miami»                                              | 127 | —   | —  | —   | —  | —  | —  | Total Life Forever |
| 2010                                                       | «Blue Blood»                                         | —   | —   | —  | —   | —  | —  | —  | Total Life Forever |
| 2012                                                       | «Inhaler»                                            | 90  | —   | —  | —   | —  | —  | 20 | Holy Fire          |
| 2012                                                       | «My Number»                                          | 23  | 45  | 85 | 38  | 51 | 83 | 20 | Holy Fire          |
| 2013                                                       | «Late Night»                                         | 146 | —   | —  | —   | —  | —  | —  | Holy Fire          |
| 2013                                                       | «Bad Habit»                                          | —   | 139 | —  | —   | —  | —  | —  | Holy Fire          |
| 2013                                                       | «Out of the Woods»                                   | —   | 73  | —  | —   | —  | —  | —  | Holy Fire          |
| 2015                                                       | «What Went Down»                                     | 41  | —   | —  | —   | —  | —  | —  | What Went Down     |
| 2015                                                       | «Mountain at My Gates»                               | 87  | 85  | —  | 192 | —  | —  | 25 | What Went Down     |
| 2015                                                       | «Give It All»                                        | —   | —   | —  | —   | —  | —  | —  | What Went Down     |
| "—" denota único que no trazar o no fue puesto en libertad |                                                      |     |     |    |     |    |    |    |                    |